# Philosophicum Lech

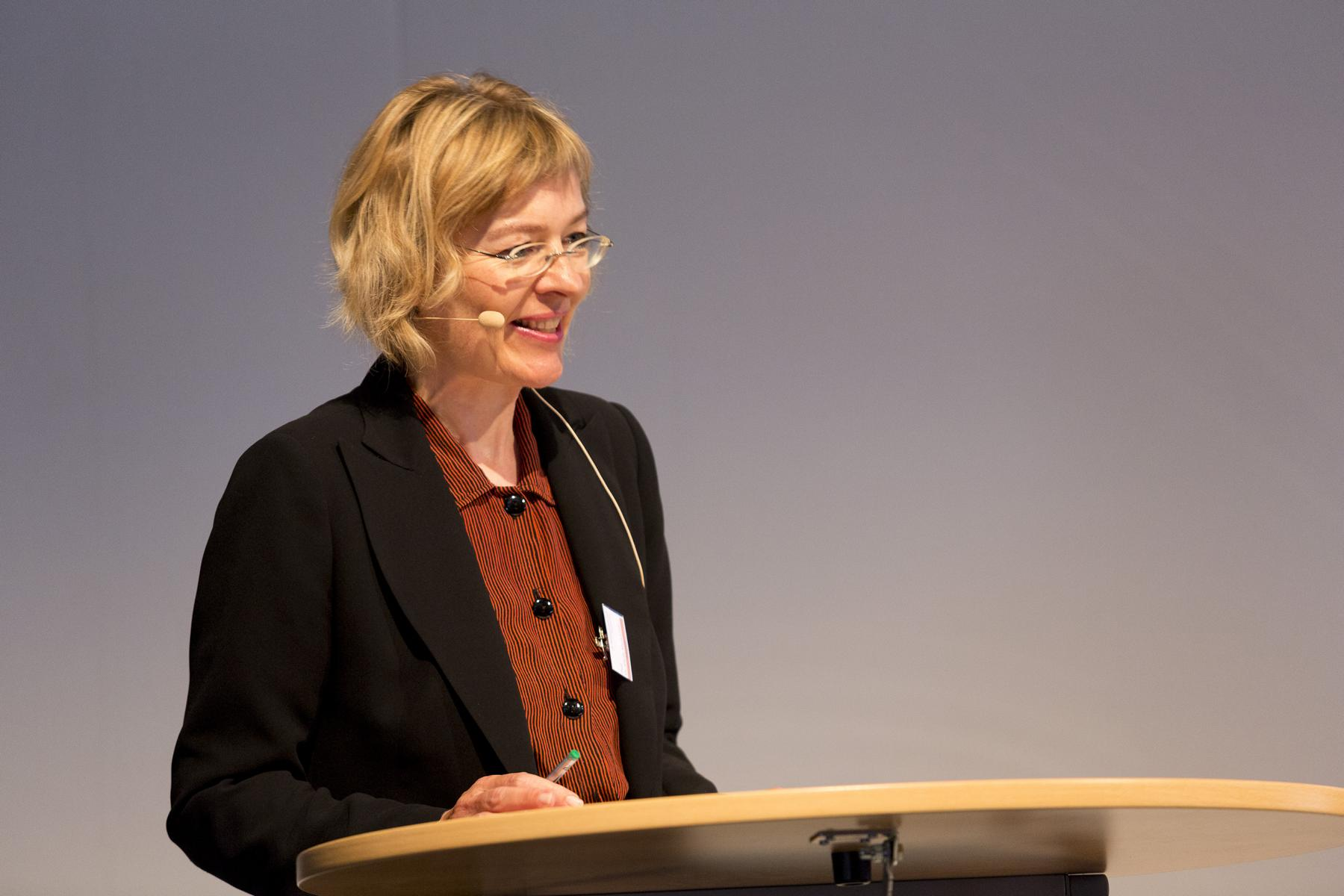
Maria-Sibylla Lotter

El Philosophicum Lech es un simposio interdisciplinario en el pueblo alpino de Lech en Vorarlberg, Austria. Cada año, esta conferencia analiza un tema filosófico de actualidad a través de presentaciones y debates.

## Organización
El Philosophicum Lech, que se celebró por primera vez en 1997, fue instaurado como centro supranacional de reflexión, debate y encuentro filosófico, cultural y científico social. El director científico de la conferencia es el filósofo austriaco Konrad Paul Liessmann. La iniciativa corresponde al autor Michael Köhlmeier y al alcalde de Lech, Ludwig Muxel. Las actas de la conferencia del Philosophicum Lech son publicadas por la editorial Zsolnay.

## Temas y oradores
Debido a su orientación interdisciplinaria, el Philosophicum Lech toca los temas desde diferentes perspectivas y ofrece un foro para preguntas de actualidad. 
En 2019, el tema de la conferencia fue "Los valores de unos pocos: Las elites y la democracia". La 24ª edición del Philosophicum Lech no se pudo realizar en septiembre de 2020 como estaba previsto debido al Covid-19 aunque iba a estar dedicada al tema "¡Como si! El poder de la ficción". 
Entre los oradores que han participado del simposio se encuentran Norbert Bolz, Reinhard Brandt, Rudolf Burger, Norbert Hoerster, Michael Köhlmeier, Robert Menasse, Natias Neutert, Rüdiger Safranski, Franz Schuh, Peter Sloterdijk, Robert Spaemann, Aleksandar Tišma, Ernst Tugendhat y Richard David Precht.

## Publicaciones
- Faszination des Bösen. Über die Abgründe des Menschlichen. 1997, ISBN 3-552-04892-8.
- Im Rausch der Sinne. Kunst zwischen Animation und Askese. 1998, ISBN 3-552-04918-5.
- Die Furie des Verschwindens. Über das Schicksal des Alten im Zeitalter des Neuen. 1999, ISBN 3-552-04964-9.
- Der Vater aller Dinge. Nachdenken über den Krieg. 2000, ISBN 3-552-05156-2.
- Der listige Gott. Über die Zukunft des Eros. 2001, ISBN 3-552-05189-9.
- Die Kanäle der Macht. Herrschaft und Freiheit im Medienzeitalter. 2002, ISBN 3-552-05224-0.
- Ruhm, Tod und Unsterblichkeit. Über den Umgang mit der Endlichkeit. 2003, ISBN 3-552-05299-2.
- Der Wille zum Schein. Über Wahrheit und Lüge. 2004, ISBN 3-552-05339-5.
- Der Wert des Menschen. An den Grenzen des Humanen. 2005, ISBN 3-552-05374-3.
- Die Freiheit des Denkens. 2006, ISBN 3-552-05402-2.
- Die Gretchenfrage. "Nun sag', wie hast du's mit der Religion?" 2007, ISBN 978-3-552-05431-8.
- Geld. Was die Welt im Innersten zusammenhält? 2008, ISBN 978-3-552-05458-5.
- Vom Zauber des Schönen. Reiz, Begehren und Zerstörung. 2009, ISBN 978-3-552-05495-0.
- Der Staat. Wie viel Herrschaft braucht der Mensch? 2010, ISBN 978-3-552-05530-8.
- Die Jagd nach dem Glück – Perspektiven und Grenzen guten Lebens. 2011, ISBN 978-3-552-05566-7.
- Tiere. Der Mensch und seine Natur. 2012, ISBN 978-3-552-05602-2.
- Ich. Der Einzelne in seinen Netzen. 2013, ISBN 978-3-552-05674-9.[2]

## Premio
Desde 2009, el Philosophicum otorga anualmente al Premio Tractatus de Ensayo Filosófico, cuyo ganador recibe 25.000 Euros. Se le concede a publicaciones destacadas en lengua alemana que traten cuestiones filosóficas, que se comprometan con la forma del ensayo o del libro de no ficción de orientación ensayística, que analicen temas centrales de la actualidad, que desarrollen nuevas perspectivas, que ofrezcan nuevas interpretaciones de las crisis y conflictos del presente y que, por lo tanto, hagan una contribución global a un debate de alta calidad de interés público que no sea solo temático. Se presta especial atención a la originalidad del enfoque, al éxito del diseño lingüístico y a la pertinencia del tema.

### Premiados anteriormente
- 2022: Marie Luise Knott - 370 Riverside Drive, 730 Riverside Drive. Hannah Arendt und Ralph Ellison. Matthes & Seitz, Berlin 2022
- 2021: Christoph Möllers - Freiheitsgrade. Elemente einer liberalen politischen Mechanik. Suhrkamp Verlag, Berlin 2020
- 2020: Roberto Simanowski - Todesalgorithmus. Das Dilemma der künstlichen Intelligenz. Passagen Verlag, Viena 2020

- 2019: Lisa Herzog - Die Rettung der Arbeit. Ein politischer Aufruf. Hanser, Berlin  2018
- 2018: Thomas Bauer - Die Vereindeutigung der Welt. Über den Verlust an Mehrdeutigkeit und Vielfalt. Philipp Reclam, Dietzlingen 2018
- 2017: Ralf Konersmann - Wörterbuch der Unruhe. S. Fischer Verlag, Frankfurt am Main 2017
- 2016: Hartmut Rosa - Resonanz. Suhrkamp Verlag, Berlin 2016
- 2015: Ulrich Greiner - Schamverlust. Rowohlt Verlag, Reinbeck 2014
- 2014: Peter Bieri - Eine Art zu leben. Über die Vielfalt menschlicher Würde. Carl-Hanser-Verlag, Berlin 2013
- 2013: Kurt Bayertz - Der aufrechte Gang. Eine Geschichte des anthropologischen Denkens. c.h. Beck-Verlag, Múnich 2012
- 2012: Herbert Schnädelbach - Was Philosophen wissen und was man von ihnen lernen kann. c.h. Beck Verlag, Múnich 2012
- 2011: Norbert Bolz - Die ungeliebte Freiheit. Ein Lagebericht. Wilhelm Fink Verlag, Múnich 2010
- 2010: Kurt Flasch - Kampfplätze der Philosophie. Vittorio Klostermann Verlag, Frankfurt/M 2009
- 2009: Franz Schuh - Memoiren. Ein Interview gegen mich selbst. Zsolnay Verlag, Viena 2008[3]